# Leuven
Leuven (flamsko in nizozemsko Leuven ali Louvain, francosko Louvain, nemško Löwen) je glavno mesto pokrajine Flamski Brabant v Belgiji. Leži približno 25 kilometrov vzhodno od Bruslja. Občino sestavljajo zgodovinsko mesto in nekdanje sosednje občine Heverlee, Kessel-Lo, del Korbeek-Lo, Wilsele in Wijgmaal. Je med največjimi mesti v Belgiji in četrto v Flandriji z več kot 100.000 prebivalci.
Leuven je sedež največje in najstarejše univerze (Katholieke Universiteit Leuven) v državah današnjega Beneluksa in najstarejša katoliška univerza. Povezana z univerzitetno bolnišnico je ena največjih bolnišnic v Evropi. Mesto je znano tudi kot sedež pivovarne Anheuser-Busch InBev, ki je največja na svetu, in eno od petih največjih podjetij s potrošniškim blagom na svetu.

## Zgodovina
Najstarejša omemba Leuvena (Loven) je iz leta 891, ko je frankovski kralj Arnulf Koroški premagal vikinško vojsko (bitka pri Leuvnu). Po legendi mestni rdeče-beli grb mesta prikazuje krvave obale reke Dyle po tej bitki.
Leuven, ki leži ob reki in blizu trdnjave brabantskih vojvod, je postal najpomembnejše središče trgovanja v vojvodini med 11. in 14. stoletjem. Pomen mesta kot središča izdelave tkanin je potrjen z zapisanim imenom lewyn za običajno platno v poznem 14. in 15. stoletju (drugi zapisi: leuwyn, levyne, lewan (e), lovanium , louvain). 
V 15. stoletju se je začelo novo zlato obdobje z ustanovitvijo sedanje največje in najstarejše univerze na območju današnjega Beneluksa, katoliške univerze, leta 1425. 
V 18. stoletju je bila zelo znana pivovarna Den Horen (kar pomeni rog). Leta 1708 je Sebastien Artois postal glavni pivovar pri Den Hornu in leta 1717 dal ime pivovarni, ki je zdaj del AB InBev, katere vodilno pivo stella artois, varijo v Leuvnu in prodajajo v številnih državah.
Leuven so večkrat oblegale ali zasedale tuje vojske, znani so bitka pri Leuvnu (891), obleganje Leuvna (1635) in bitka pri Leuvnu (1831).
V 20. stoletju sta svetovni vojni povzročili veliko škodo v mestu. Po vstopu Nemčije v prvo svetovno vojno je mesto močno poškodovala vojska . Univerzitetna knjižnica je bila 25. avgusta 1914 uničena z bencinskimi in zažigalnimi bombami.  230.000 knjig je bilo uničenih, tudi gotski in renesančni rokopisi, zbirka 750 srednjeveških rokopisov in več kot 1000 inkunabul (knjige, natisnjene pred letom 1501). Uničenje knjižnice je šokiralo svet, v britanskem časopisu Daily Chronicle je vojna opisana ne le kot vojna proti civilistom, temveč tudi proti "zanamcem te največje generacije". Po vojni je bila obnovljena, večina zbirke pa zamenjana. Velika Britanija (na pobudo knjižnice Johna Rylandsa v Manchestru) in Združene države so bile glavne dobaviteljice gradiva za dopolnitev zbirke. Novo knjižnično stavbo je financiral Državni odbor Združenih držav Amerike za obnovo univerze v Louvainu, zasnoval jo je arhitekt Whitney Warren. Gradnja se je uradno začela 4. julija 1928.  Richard Harding Davis, vojni dopisnik za New York Tribune, je bil v Leuvnu in napisal kolumno z naslovom Nemci so bili kot moški na orgiji, v katerem je opisal organizirane umore civilistov in vandalizem okupatorskih enot.
V drugi svetovni vojni je po začetku nemške ofenzive Leuven postal del fronte britanske vojske. Branile so jo enote 3. divizije in belgijske enote. Od 14. do 16. maja 1940 je skupina B nemške vojske napadla mesto s težko zračno in topniško silo. Britanci so 16. maja potegnili svoje sile proti reki Senne, mesto pa je bilo zasedeno naslednji dan.  16. maja je bila požgana zgradba nove univerzitetne knjižnice, izgubljenih je bilo skoraj milijon knjig.

## Gospodarstvo
Glede na najinovativnejšo evropsko univerzo po Reutersu  veliko lokalnega gospodarstva temelji na akademskih raziskavah. Poleg tega so tu raziskovalni center IMEC, svetovni raziskovalni center za nanoelektroniko in digitalno tehnologijo. V bližini je tudi veliko raziskovalnih inštitutov, in sicer v znanstvenem parku Arenberg ali raziskovalnem parku Haasrode, kjer je več deset visokotehnoloških podjetij za biotehnologijo, robotiko, 3 D tiskanje in informacijsko tehnologijo. Kar nekaj mednarodnih podjetij, kot so Siemens, Huawei, Nitto_Denko, JSR Corporation ali Commscope, imajo v Leuvnu pomembne raziskovalno usmerjene enote. Gasthuisberg, akademska bolnišnica, je še en napreden raziskovalni inštitut. Je ena največjih in najnaprednejših bolnišnic v Evropi. V zdravstvu, financah in pravu je veliko zasebnih ponudnikov storitev.
Ker je glavno mesto regije Flamski Brabant (Vlaams-Brabant), so v njem številne vladne ustanove in regionalni sedeži prevozniških družb, kot je De Lijn. Kot eno od flandrijskih umetniških mest  z veliko kavarn, restavracij, kulturnih ustanov in nakupovalnih sosesk privlači veliko turistov.
Leuven je svetovni sedež največje pivovarske družbe na svetu Anheuser-Busch InBev in eno največjih središč kakovostnih in cenovno dostopnih izdelkov na svetu. Pivovarna in njene pisarne Stella Artois so v celotnem severovzhodnem delu mesta, med železniško postajo in kanalom do Mechlena.

## Demografija
Od 1. novembra 2016 je v Leuvnu živelo 100.244 prebivalcev, leta 2014 v okrožju pa 494.189.
Mesto sestavljajo Leuven (30.313), Kessel-Lo (29.147), Heverlee (22.521), Wilsele (9.786) in Wijgmaala (3.592).

## Kultura
Eden od belgijskih konservatorijev ima sedež v Leuvnu: Lemmensov inštitut, Fakulteta za glasbo, uprizoritvene umetnosti in izobraževanje. Znan je po izobraževanju glasbene terapije in dramaturgije. Kunstencentrum STUK je kulturno središče in prizorišče v mestnem središču za glasbo, gledališče, zvočno umetnost in ples. Leuven je znan po svojem poletnem rok festivalu Marktrock. Ima tudi nekaj orkestrov, kot je Arenberški orkester.
Septembra 2009 so v mestu odprli M-muzej, muzej sodobne in zgodovinske umetnosti, ki je blizu jezera Ladeuzeplein. V njem so gostovali mednarodni umetniki, kot so Angus Fairhurst, Sol LeWitt, Roe Ethridge in Charles Burns, pa tudi belgijski umetniki, kot so Ilse D'Hollander, Jan Vercruysse, Antoon Van Dyck in Freek Wambacq.
Leuven ima bogato kulturo piva in je rojstno mesto več vrst piva, kot so stella artois, leuvense tripel, domus in keizersberg. Ima tudi nekaj barov, ki ponujajo široko izbiro domačih in mednarodnih vrst piva, pa tudi barov z več kot 3000 različnih vrst piva.
Filozofski inštitut univerze Lueven je po vsem svetu znan po arhivih nemškega filozofa Edmunda Husserla.

## Znamenitosti
- Mestno hišo so med letoma 1439 in 1463 gradili Sulpitius van Vorst, Jan II. Keldermans in po njuni smrti Matheus de Layens. Zgrajena je v brabantskem poznogotskem slogu. V 19. stoletju je bilo zunaj dodanih 236 kipov uglednih lokalnih učenjakov, umetnikov ali plemičev, zgodovinskih mestnih osebnosti. Sprejemna dvorana je iz leta 1750.
- Cerkev svetega Petra (1425–1500) sta končala Jan Keldermans in Matheus de Layens. V drugi svetovni vojni je bila cerkev poškodovana. Med obnovo je bila odkrita romanska kripta iz 11. stoletja. V sami cerkvi je več slik iz 15. do 18. stoletja (med katerimi je tudi slavna slika nizozemskega slikarja Dierica Boutsa Zadnja večerja) in grob vojvode Henrika I. Brabantskega. 50 metrov visok stolp, ki naj bi bil visok 169 metrov, vendar ni bil nikoli dokončan, je sedež kariljona. Stolp je bil leta 1999 vpisan na Unescov seznam belgijskih in francoskih zvonikov.[11]
- V kapelici svetega Antona na trgu očeta Damijana od 17. do 20. stoletja, je grob očeta Damijana, svetnika gobavcev z otoka Molokaj, ki ga je 11. oktobra 2009 papež Benedikt XVI. razglasil za svetnika. [12][13] Katoliška enciklopedija ga imenuje apostol gobavcev [19]. Njegovi posmrtni ostanki so bili vrnjeni v Belgijo z velikim navdušenjem leta 1936, potem ko so bili prvotno pokopani na havajskem otoku Molokaj, kjer je stregel gobavcem do svoje smrti.
- Dvorana platna v zgodnjem gotskem slogu z baročnimi dodatki je danes univerzitetna dvorana.
- Cerkev svetega Mihaela je bila zgrajena v značilnem jezuitskem baroku.
- Cerkev svetega Kvintina ima ostanke romanske cerkve, zgrajene v 13. stoletju.
- Univerzitetno knjižnico na Ladeuzepleinu je zgradil ameriški arhitekt Whitney Warren. To je bil dar ameriškega ljudstva Leuvnu po prvi svetovni vojni, v katerem so Nemci zažgali izvorno knjižnico. Stolp ima enega največjih kariljonov na svetu.
- Totem je kip v središču Ladeuzepleina; je delo belgijskega umetnika Jana Fabreja. S 23-metrsko iglo z nabodenim ogromnim dragocenim hroščem kip obvladuje trg pred univerzitetno knjižnico.
- Na Keizersbergu (cesarjeva gora) je neoromanski samostan, kjer je nekdaj stal vojvodski grad iz 12. stoletja, ki je bil porušen v 17. stoletju.
- Velika beginaža, Leuven je ena najboljših preostalih arhitekturnih zgradb na svetu. Unesco je Flamske beginaže leta 1998 uvrstil na seznam svetovne dediščine.[14]

• V mestu je nekaj manjših cerkev in kapelic.
- Fonske je kip blizu središča mesta. Njegovo polno ime je Fons Sapientiae, latinsko 'vodnjak modrosti'. Kip predstavlja univerzitetnega študenta, ki med branjem knjige omogoča pretok modrosti v glavo kot tekočino iz kozarca. Tako kot Manneken Pis v Bruslju je kip občasno oblečen v kostume, primerne za posebne priložnosti.
- Oude Markt ali Stari trg je v središču Leuvna, na njem se odvijajo družabni dogodki, v središču je kip gospe, ki leži na klopi (De Kotmadam).
- Lerkeveld je znana jezuitska opatija in sedež jezuitov v Belgiji.
- Kolidž svetega Antona je na trgu očeta Damijana. V prostorih je zdaj Leuvenski inštitut za Irsko v Evropi.
- V parku svetega Donata so ostanki srednjeveškega mestnega obzidja.
- Arenberški grad je bil prvotno zgrajen v 16. stoletju v renesančnem slogu in je bil v 19. stoletju v neogotskem slogu obsežno obnovljen. Vojvoda Arenberški ga je leta 1916 podaril katoliški univerzi. Je odprt za javnost. Ima lep, zelen park z vrtovi.

## Galerija
- Mestna hiša, uničena v vojni leta 1914
- Mestna hiša
- Pogled na Bruseljsko ulico z Velikega trga
- Univerzitetna knjižnica
- Arenberški grad, Leuvenska katoliška univerza
- Kolidž Hadrijana VI.
- Trg mučenikov (Martelarenplein)
- Stari trg

## Mednarodne povezave

### Pobratena mesta
Leuven je pobraten z:
- 's-Hertogenbosch, Nizozemska
- Kraków, Poljska[15]
- Lüdenscheid, Nemčija
- Rennes, Francija
- Tainan, Tajvan

### Prijateljska mesta
Leuven ima poleg omenjenih mest tudi prijateljske odnose z: 
- Cristian, Sibiu, Romunija
- New Delhi, Indija[16]
- Stellenbosch, Republika Južna Afrika